# Verbascum humile
Verbascum humile är en flenörtsväxtart som beskrevs av Victor von Janka. Verbascum humile ingår i släktet kungsljus, och familjen flenörtsväxter. Inga underarter finns listade i Catalogue of Life.